# 福島県立平工業高等学校
福島県立平工業高等学校（ふくしまけんりつ たいらこうぎょうこうとうがっこう）は、福島県いわき市平下荒川にある県立工業高等学校。地元では平工（へいこう）と呼ばれている。資格取得や部活動に力を入れている。
校歌は、作詞 土井晩翠、作曲 古関裕而である。

## 概要
旧平市に存在している高校である。いわき市発足後、市内に県立工業高校が福島県立勿来工業高等学校と2校存在したまま今日に至る。
国家資格の基本情報技術者試験（FE）の午前科目免除制度の認定校となっており、これは福島県内の高等学校としては唯一のものである。

## 設置学科
- 全日制課程
  - 機械工学科
  - 電気工学科
  - 制御工学科
  - 土木環境工学科
  - 情報工学科

## 沿革
- 1940年（昭和15年）4月 - 福島県立平工業学校として開校。
- 1948年（昭和23年）4月 - 学制改革により、福島県立平工業高等学校となる。

## 校訓
- 自立
- 創意
- 努力

## 進路概況
卒業後の進路は就職7:進学3の割合となっている。進学先には理科系学部が多い。

## 部活動
ラグビー部は全国高等学校ラグビーフットボール大会に昭和32年度（第37回大会）に福島県勢として初の出場を飾って以来、平成25年度（第93回大会）までに15回出場、通算9勝を挙げている。野球部は選抜高等学校野球大会1回出場した（1997年〈第69回〉）。サッカー部は全国高校サッカーに4回出場した。自転車競技部はインターハイの常連であり、多くの競輪選手を輩出している。弓道部は平成23年度全国高等学校弓道選抜大会で男子団体が優勝した。

## 交通
- JR常磐線・磐越東線いわき駅下車。
- 新常磐交通路線バス「平工前」下車徒歩5分、もしくは「平工業高校」下車すぐ

## 著名な出身者
- 飯野祐太 - 競輪選手
- 五十嵐明 - 元プロ野球選手
- 小野大介 - 競輪選手
- 山崎歩夢 - 競輪選手
- 志賀正浩 - 元プロ野球選手[3]
- 鈴木謙太郎 - 競輪選手
- 高木忠勝 - 元クリナップ常務
- 古田孝之 - 数学者
- 渡辺淳弥 - JYUNYA WATANABE COMMEdesGARCONSデザイナー
- 鈴木直 - フタバスズキリュウ発見者